# 新胡安岛
新胡安岛（法語：Île Juan-de-Nova）是位于莫桑比克海峡中部的一个环礁，为法属印度洋诸岛之一。该岛处于马达加斯加岛以西。陆地面积约4.4平方千米，无常住人口。该岛6公里长，1.6公里宽。马达加斯加对该岛有主权要求。

## 歷史
1501 年，在葡萄牙服役的加利西亞海軍上將若昂·達·諾瓦 ( João da Nova ) 在遠征印度期間，穿越莫桑比克海峽時發現了這個無人居住的島嶼。根據他的祖籍，他稱該島為 Galega 或 Agalega（加利西亞人）。該島後來以他的名字的西班牙文拼寫命名, 最後，英國探險家稱為稱該島為 Juan de Nova。
雖然該島位於香料貿易路線的沿線，但殖民列強因為它面積小，作為中途停留的用途不大而對它不感興趣。然而，它有可能成為海盜的避難所。
該島在 1897 年成為法國的屬地。1921 年，法國將新胡安島的行政管理權從巴黎轉移到法屬馬達加斯加。然後，在馬達加斯加獨立之前，法國將該島的管理權移交給了留尼汪島的聖皮埃爾。馬達加斯加於 1960 年獨立，自 1972 年以來一直聲稱對該島擁有主權。
1934 年在島上建造了一條簡易機場。鳥糞的開採持續了幾十年，在二戰期間暫停。該島在戰爭期間被遺棄，德國潛艇兵曾造訪該島。包括機庫、鐵路線、房屋和碼頭在內的設施已成廢墟。
1952 年，由 Hector Patureau 領導的 Société française des îles Malgaches (SOFIM) 獲得了為期 15 年的第二個特許權。1960 年，馬達加斯加獨立後，這一特許權被延長了 25 年。整個島嶼都建造了支持磷酸鹽開採作業的結構，包括倉庫、住房、監獄和墓地。
島上的工人主要來自毛里求斯和塞舌爾。工作條件極其惡劣，違反規定會被鞭笞或監禁，每個工人每天必須提取一公噸磷酸鹽才能賺取 3.5 盧比。1968 年，毛里求斯工人起義，工廠管理層向留尼汪省長求助。起義引起了政府和媒體對島上虐待行為的關注，包括其中一名工頭實行領主權，一些工作人員被 SOFIM 的總裁解僱 。
1960 年代，磷酸鹽價格暴跌，島上的採礦業務不再盈利。SOFIM 於 1968 年解散，最後一批工人於 1975 年離開該島。法國政府重新控制了特許權，向Hector Patureau 支付了 4500 萬非洲金融共同體法郎作為補償。
1963 年，安裝了一個名為“La Goulette”的輔助天氣裝置，以進行定期溫度和壓力讀數。但在 1971 年，氣象局的一名代表在訪問該島時，發現讀數中存在許多違規行為，以及島上的安全狀況不佳。根據世界天氣監視網的建議，1973 年在該島西南部的簡易機場盡頭建造了一個基本的全年氣象站。
Gilbert Trigano提出了一個創建地中海俱樂部旅遊勝地的項目，該項目曾一度在 Hector Patureau 的監督下將一隊工人帶到島上，但很快就被放棄了。
1974 年，法國政府決定在莫桑比克海峽內的印度洋分散群島（新胡安島、歐羅巴島和格洛里厄斯群島）部署軍事分隊。其目的主要是回應馬達加斯加對這些領土的主張，法國認為這些領土在專屬經濟區內受到保護。
新胡安島從第二海軍陸戰隊降落傘團分配了 14 名士兵的小駐軍，以及一名憲兵。他們定居在以前接待 SOFIM 工人的住房中。部隊每 45 天通過空中接收補給。
今天，採礦時代的大部分設施都已成為廢墟，只有少數建築物被維護用於軍事用途。墓地也進行維護。該島已被改造成自然保護區，旨在保護生物多樣性，特別是珊瑚礁。它禁止遊客到訪，只對執行短期任務的科學家提供臨時授權。

## 經濟資源
新胡安島上大量鳥類的存在，導致該島表面存在大量海鳥糞沉積。這成為 20 世紀島上第一個被開發的自然資源。這項作業導致島上建立了第一批建築物，工人還種植了椰子樹，其產品也出口。在磷酸鹽價格下跌後，鳥糞的開採在 1970 年左右停止。
2005 年，一項政府法令授權對海上液態或氣態烴進行初步勘探。此項授權涵蓋島嶼周圍約 62,000 平方公里的區域。 2008 年，隨後的一項法令向 Nighthawk Energy Plc、Jupiter Petroleum Juan de Nova Ltd 和 Osceola Hydrocarbons Ltd 公司以及 Marex Inc. 和Roc授予了“Juan de Nova Est”油田的勘探許可證。被許可人必須承諾在五年內投資約 1 億美元用於採礦和研究。這些勘探區的東部邊界與馬達加斯加及其專屬經濟區重疊。
2015 年，Sapetro 和 Marex Petroleum 的鑽井授權續期三年。
然而，自 2019 年該島被列為自然保護區以來，這些項目已被放棄。

## 動植物
每年三四次，科學家們會來新胡安島研究島上的生態系統。儘管正在進行科學努力，但島上生物多樣性（尤其是遺傳學）的清單仍處於早期階段。有很多東西需要研究。
留尼旺大學ECOMAR 實驗室的研究人員一直致力於識別或觀察島上周圍的海鳥。特別是致力於研究在島上避難的 200 萬對燕鷗的行為。
科學家們還在觀察並努力減輕島上入侵物種的影響，如埃及斑蚊等。白線斑蚊是一種亞洲入侵物種，可攜帶病原蟲媒病毒，也曾在島上發現。